# Trigonostigma heteromorpha
Trigonostigma heteromorpha (Duncker, 1904) è un pesce osseo d'acqua dolce appartenente alla famiglia Cyprinidae, fino al 1999 classificato nel genere Rasbora come Rasbora heteromorpha.

## Distribuzione e habitat
Questa specie è endemica dell'Asia sudorientale dalla Thailandia a sud di Narathiwat fino all'isola indonesiana di Sumatra. Vive nei ruscelli della foresta pluviale. Risulta introdotta in Spagna ma non ci sono conferme sulla possibile naturalizzazione, che appare piuttosto improbabile.

## Descrizione
Il colore generale del corpo è rossastro, violaceo o arancio con una grande macchia nera di forma grossolanamente triangolare nella parte posteriore del corpo, a partire dall'altezza della pinna dorsale e fino al peduncolo caudale. Non ha barbigli. La linea laterale è molto breve e limitata alla parte immediatamente posteriore all'opercolo. Misura fino a 5 cm di lunghezza.

## Biologia
Gregario, vive in banchi superiori ai 100 esemplari.

### Riproduzione

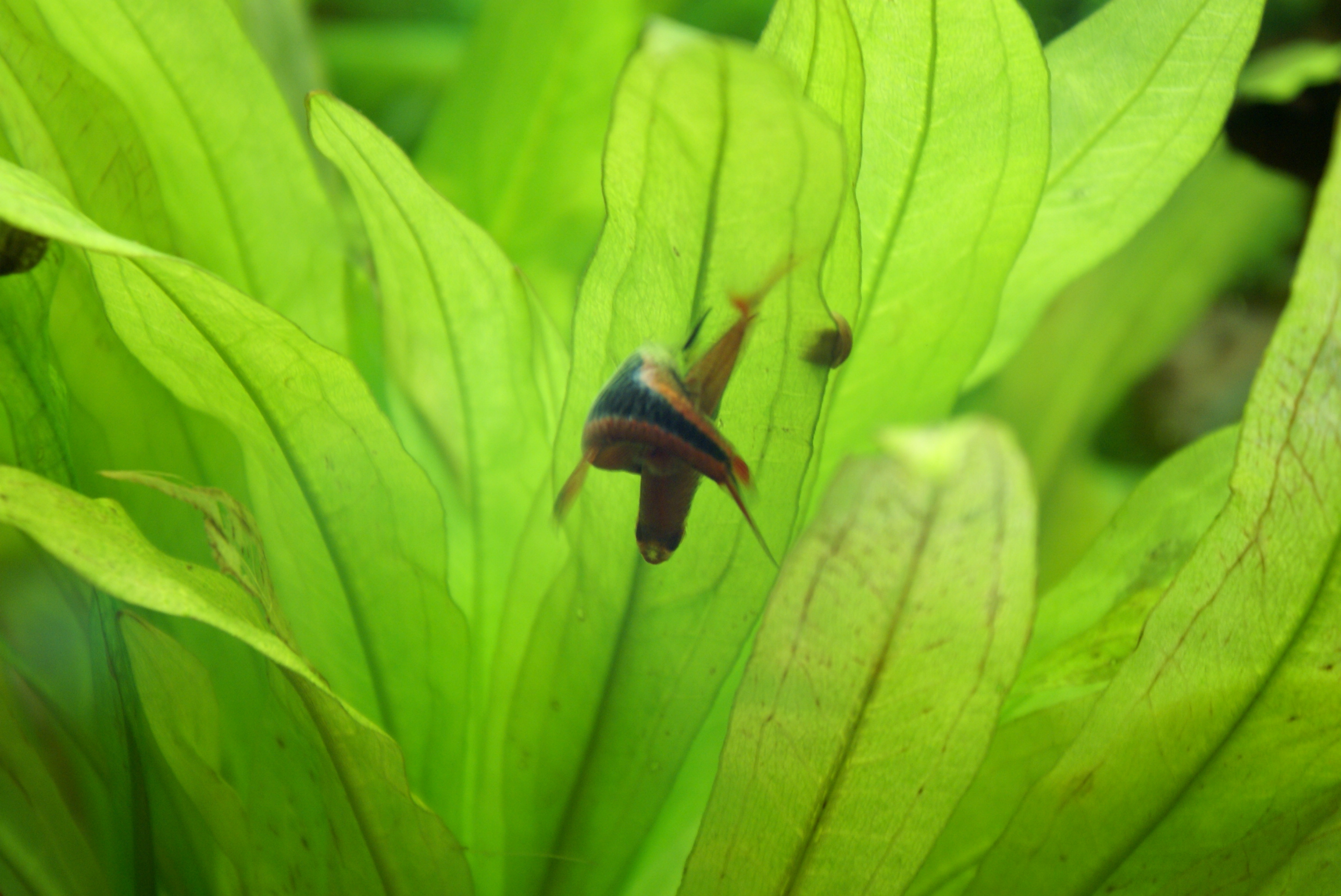
Accoppiamento

Le uova vengono di solito deposte sotto le foglie delle piante acquatiche.

### Alimentazione
Si nutre di vermi, crostacei e insetti.

## Acquariofilia
Una delle più comuni specie d'acquario. Deve essere allevato in banchi di almeno 5 individui in vasche di dimensioni minime di 60 cm.
| Origine            | Asia sud orientale | Acqua            | dolce      |
| Durezza dell'acqua | da 0 a 15 °GH      | pH               | da 6 a 7,8 |
| Temperatura        | da 21 a 28 °C      | Volume min.      | l          |
| Alimentazione      | onnivoro           | Taglia da adulto | 4,5 cm     |
| Riproduzione       |                    | Zone occupate    | Intermedia |
| Socialità          | Gruppo             | Difficoltà       | Media      |

## Conservazione
L'areale occupato dalla specie è molto vasto e le popolazioni sono complessivamente stabili, per questi motivi la IUCN non considera minacciata questa specie. In Thailandia le popolazioni sono in rarefazione numerica a causa di vari impatti tra cui la cattura per il mercato dell'acquariofilia mentre nel resto dell'areale sono in buona salute.